# Парк Шопена (Познань)
Парк Шопена (пол. Park Fryderyka Chopina) — старейший действующий публичный парк в Познани, Польша. Парк располагается на улице Подгурной за бывшей иезуитской коллегией (сегодня — здание Городского совета). Парк назван именем польского композитора Фредерика Шопена.

## История
Парк был заложен в конце XVII века иезуитами, которые использовали его как ботанический сад до 1775 года, когда был передан гимназии святой Марии Магдалины. В 1815 году парк приобрёл в собственность наместник Великого княжества Познанского Антоний Генрик Радзивилла, чтобы переоборудовать его во дворцовый сад. Парк при Антонии Генрике Радзивилле приобрёл вид французского сада с некоторыми элементами английского сада. В XIX веке парк использовался для увеселительных развлечений местной аристократии; в нём также проходили дипломатические переговоры. Во время германизации вход в парк для поляков был запрещён.
В период между двумя мировыми войнами парк входил в состав Управления воеводы, которое находилось в бывшей иезуитской коллегии. В 1938 году парк разделила на две части улица Подгурная. После II Мировой войны парк был передан дошкольному учреждению, которой использовало его для прогулок детей.
В начале XXI века в парке провели восстановительные работы, после чего парк приобрёл современный вид.
В центре парка находится памятник Фредерику Шопену в виде копии оригинального памятника, оригинал которого после акта вандализма 1997 года укрыт в здании городской администрации Познани.